# خنداب
خُنداب شهری در شهرستان خنداب، استان مرکزی است. جمعیت شهر خُنداب طبق آمارگیری جامع سال ۱۳۹۰ در حدود ۷٬۷۵۳ نفر بوده است.
شغل اصلی ساکنان این منطقه کشاورزی و باغداری می‌باشد. کارخانه تأسیسات آب سنگین اراک در فاصله ۵ کیلومتری این شهر واقع شده است. یک رودخانه به نام قره چای از میان این شهر عبور می‌کند که به دلیل استفاده‌های بیش از حد برای مصارف کشاورزی، همچنین خشکسالی‌های پی در پی و کاهش سطح آب‌های زیر زمینی، به یک رودخانه فصلی تبدیل شده است.
خنداب از سه محله تشکیل شده است که اکثراً به زبان ترکی سخن می‌گویند.

مهم‌ترین محصول این منطقه انگور می‌باشد که به صورت کشمش فراوری شده است. باغات سیب و گوجه از دیگر محصولات این منطقه است. همچنین لوبیا، گندم و یونجه کشت می‌شود. در این منطقه اکثر باغداران انگور محصولات خود را به صورت تیزاب کشمش می‌کنند و به کارخانه‌های غربال گری و تولید کشمش جهت صادرات به کشورهای دیگر می‌فرستند. درگذشته نه چندان دور مردم این منطقه معمولاً به صورت خودکفا امرار معاش می‌کردند از کشت تمام محصولات غلات و گندم تا پخت نان و پرورش حیوانات خانگی برای استفاده از لبنیات و گوشت و پشم. در گذشته علاوه بر خانه نگهداری حیوانات به بافتن فرش دستی نیز انجام می‌دهند. اما با گذشت زمان، صنعتی شدن، و فقط در بعضی از مناطق کوچک این شهرستان می‌توان بافت قبلی و زندگی روستایی را مشاهده کرد.
این شهر هم‌اکنون دارای مراکز عالی و دانشگاهی معتبر نیز می‌باشد. شهرستان خنداب از ۴ دهستان و دو شهر تشکیل شده است. شهرهای خنداب و جاورسیان و دهستان‌های جاورسیان سنگ سفید. اناج خنداب دهچال و پیش از اینکه به مرکز شهر تبدیل شود جزو بخش وفس بوده است. این شهر دارای مراکزی مانند مرکز خدمات بهزیستی (+ زندگی) کد ۳۰۲۵، مرکز اندیشه طلایی در زمینه مددکاری مددجویان بهزیستی و خدمات روان‌شناسی و ژنتیک برای تمام عموم مردم است، از دیگر مراکز آن می‌توان به مرکز خدمات الکترونیکی قضایی و دفتر اسناد رسمی ۱ و ۲ و مرکز گفتار درمانی و کار درمانی اشاره کرد.

## نام
سه ریشه برای معنی خنداب می‌توان متصور بود:
- کُندآب: خنداب در اصل کندآب بوده است، به نحوی که جریان رودخانه در این روستا کند می‌شده است از این جهت اصل لغت کُند است که به خنداب تبدیل شده است.[۱۱]
- قندآب: به علت وجود رودخانه قره چای که در گویش محلی خنداب به معنی قندآب یا آب شیرین بوده است.[۱۱]
- خندق‌آب: براساس نقل پاره‌ای از مطلعین محلی، نام اصلی خنداب، خندق‌آب بوده باشد؛ زیرا از شواهد تاریخی چنین برمی آید که اهالی این منطقه برای محافظت خود و دام‌هایشان تونل‌هایی را ایجاد می‌کردند که هم مخفی‌گاه مناسبی برای پناه بردن به آن در هنگام خطر بوده و هم به‌عنوان تونل منتهی به رودخانه برای برداشت آب مورد استفاده قرار می‌گرفته است.[۱۱]

## پیشینه
براساس اسناد و مدارک موجود، قدمت خنداب به بیش از ۱۲۰۰ سال قبل می‌رسد که ابوالفرج قدامه بن‌جعفر کاتب بغدادی متوفی سال ۳۲۷ ه‍.ق) ‏در کتاب خود در ذکر راه‌های منتهی به شهر کرج (ابودلف) چنین بیان می‌کند:
از همدان به کرج از راه رستاق شراء، از همدان به جود پنج فرسنگ، از جود به خنداب هفت فرسنگ، از خنداب به سیان هفت فرسنگ و از سیان به کرج پنج فرسنگ، پس از همدان تا کرج ۲۷ فرسنگ راه است.
از این سند تاریخی به قدمت سابقه تاریخی خنداب پی می‌بریم و مهم‌تر آن که خنداب در سال ۳۲۸ ه‍.ق) یعنی بیش از ۱۱ قرن قبل در محله کنونی و به همین نام بوده است.

## مسافت شهر خنداب با شهرهای پر رفت آمد
| شهر مقصد | فاصله(KM) | زمان تقریبی سفر |
| -------- | --------- | --------------- |
| تهران    | ۳۲۰       | ۴:۳۰ ساعت       |
| ملایر    | ۳۷        | ۴۵دقیقه         |
| اراک     | ۷۵        | ۵۵ دقیقه        |